# Idaea monadaria
Idaea monadaria är en fjärilsart som beskrevs av Achille Guenée 1858. Idaea monadaria ingår i släktet Idaea och familjen mätare. Inga underarter finns listade i Catalogue of Life.